# Dernière lune de miel
Pour plus de détails, voir Fiche technique et Distribution.
Dernière lune de miel (titre original : Lost Honeymoon) est un film américain réalisé par Leigh Jason, sorti en 1947.

## Synopsis
Peu après la fin de la Seconde Guerre mondiale, une jeune Anglaise, Amy Atkins, retourne dans l'appartement londonien où elle et sa meilleure amie, Tillie, vivaient autrefois. Tillie est décédée juste avant de partir pour l'Amérique à la recherche de l'homme qu'elle avait épousé pendant la guerre. Ses enfants, les jumeaux Joyce et Johnny Jr., sont sous la garde de la gouvernante Mme Tubbs. Amy décide de retrouver le mari de Tillie, Johnny Gray. Elle utilise le passeport et le billet de Tillie pour voyager en Amérique, emmenant les jumeaux avec elle.
Elle est aidée par la Croix-Rouge américaine. Un architecte nommé John Gray reçoit un télégramme l'informant que sa femme et ses enfants arrivent en bateau. Il est choqué, puisqu'il est sur le point d'épouser Lois, la fille de son patron, M. Evans, ce week-end. Johnny confie à son ami, le Dr Bob Davis, que juste avant le départ de sa division pour aller au combat le jour J, il s'est cogné la tête contre un lampadaire à Londres lors d'un bombardement et a perdu la mémoire pendant six semaines. Pour autant qu'il sache, il aurait pu se marier.
Johnny a un grand enterrement de vie de garçon ce soir-là, alors il prévoit d'envoyer Bob à sa place pour rencontrer Tillie, mais elle l'appelle pour lui faire savoir qu'elle est dans le même hôtel où il séjourne et où se déroule la fête. Par erreur, Amy et les jumeaux sont pris pour un gag d'enterrement de vie de garçon. Un des amis de Johnny fait courir les enfants vers leur père. Johnny emmène Amy et les jumeaux pour une conversation privée. Malgré le fait qu'elle identifie correctement son unité, la 18th Airborne Division, Johnny refuse de croire qu'il est le père des enfants. Amy lui dit qu'elle le poursuivra en justice.
Après la fête, Johnny se rend dans un bar et s'enivre encore davantage. Il se heurte alors délibérément à un lampadaire et s'assomme. Amy reçoit un appel de la police l'informant que son « mari » est au commissariat. Quand elle arrive, il parle de son amnésie, ce qui lui rend son comportement plus compréhensible. Un journaliste découvre que Tillie était une épouse de guerre. Le lendemain matin, c'est partout dans les journaux télévisés. En conséquence, Lois rompt leurs fiançailles et il perd son emploi.
Alors qu'Amy « se souvient » de leur vie en Angleterre, elle raconte à Johnny qu'elle est tombée amoureuse au premier regard. Des problèmes surviennent lorsqu'il veut exercer ses droits conjugaux. Pendant qu'il se change, Amy fait semblant de dormir au lit avec les enfants, mais il n'est pas dupe et s'en va en colère.
C'est alors que la Croix-Rouge découvre sa mascarade. Les autorités se demandent si Amy a droit à Johnny Gray et l'informent qu'elle sera expulsée. Heureusement, Mme Tubbs trouve des photographies prouvant que Johnny est le père des enfants. Lorsque la nouvelle de sa tromperie se répand, Lois et son père se présentent, proposant de rétablir les fiançailles et son emploi. Johnny accepte d'épouser Lois le lendemain.
Pendant la nuit, cependant, John conclut qu'il est amoureux d'Amy. Il fait semblant d'être à nouveau amnésique pour éviter d'épouser Lois. Il se précipite pour rejoindre Amy avant qu'elle ne quitte le pays. Dans sa précipitation, il perd le contrôle de la voiture et s'écrase. Johnny finit à l'hôpital. Quand Amy arrive avec les enfants, il lui dit qu'ils quitteront la pièce ensemble.

## Fiche technique
- Titre : Dernière lune de miel
- Titre : Lost Honeymoon
- Réalisation : Leigh Jason
- Assistant-réalisateur : Robert Stillman
- Scénario : Joseph Fields
- Photographie : L. William O'Connell
- Montage : Norman Colbert, Alfred DeGaetano (non crédité)
- Musique : Werner R. Heymann
- Directeur musical : Irving Friedman
- Direction artistique : Edward C. Jewell
- Décors : Armor Marlowe, Clarence Steensen
- Costumes : Oleg Cassini
- Son : J.N.A. Hawkins, Buddy Myers
- Effets spéciaux : Jack Rabin, George J. Teague
- Producteur : Lee S. Marcus
- Producteur exécutif : Bryan Foy
- Société de production : Bryan Foy Productions
- Société(s) de distribution : Eagle-Lion Films (États-Unis), General Film Distributors (Royaume-Uni)
- Pays d'origine :  États-Unis
- Langue : anglais américain
- Format : Noir et blanc — 35 mm — 1,37:1 — Son : Mono (Western Electric Recording)
- Genre : Comédie
- Durée : 71 minutes (1 h 11)
- Dates de sortie : 
  - États-Unis : 29 mars 1947
  - Royaume-Uni : 11 août 1947
  - Hongrie : 31 décembre 1947
  - Mexique : 4 février 1948
  - France : 30 novembre 1949

## Distribution
- Franchot Tone : Johnny Gray
- Ann Richards : Amy Atkins / Tillie Gray
- Tom Conway : Dr. Robert "Bob" Davis
- Frances Rafferty : Lois Evans
- Clarence Kolb : Mr. Evans, père de Lois
- Una O'Connor : Mme Tubbs
- Winston Severn (en) : Johnny Gray Jr.
- Virginia Gregg : Mme Osborne
- Frank O'Connor : Riley
- Toni Todd : Miss Gibson
- James Flavin : l'officier Max Riley
- Wilbur Mack (en) : un invité de la noce
- Joan Valerie (en) : une infirmière
- John Albright : un groom (non-crédité)
- Sam Ash : le commis de nuit (non-crédité)
- Lois Austin : l'employé de la Croix-Rouge (non-crédité)
- Shirley Barr : une fille à l'enterrement de vie de garçon (non-créditée)
- Conrad Binyon : Frank (non-crédité)
- James Burke : le barman (non-crédité)
- Harry Cheshire : le juge Henderson (non-crédité)
- Cliff Clark (en) : le sergent de police (non-crédité)
- Mary Currier : une infirmière (non-créditée)
- John Daheim : le flic à moto (non-crédité)
- Adele Davenport : Joyce Gray (non-créditée)
- Betty Jean Doss : une fille à l'enterrement de vie de garçon (non-créditée)
- Eddie Dunn (en) : le majordome d'Evans (non-crédité)
- Ralph Dunn : le chauffeur de camion (non-crédité)
- Calvin Emery : un groom (non-crédité)
- James Flavin : l'officier Max Riley (non-crédité)
- Sam Flint : le colonel Lawlor (non-crédité)
- Marsha Gayle : une fille à l'enterrement de vie de garçon (non-créditée)
- Dick Gordon : un invité de la noce (non-crédité)
- Virginia Gregg : Mme Osborne (non-créditée)
- Ruth Hall : une fille à l'enterrement de vie de garçon (non-créditée)
- Alvin Hammer : Harry (non-crédité)
- Tom Hanlon : M. Bruce, le directeur de l'hôtel (non-crédité)
- Alton E. Horton : un invité de la noce (non-crédité)
- Ola Lorraine : la jeune fille anglaise (non-créditée)
- Wilbur Mack : un invité de la noce (non-crédité)
- James Magill : un policier (non-crédité)
- Jerry Marlowe : un employé de l'hôtel (non-crédité)
- Frank McFarland : le chef de la police (non-crédité)
- Harold Miller : un invité de la noce (non-crédité)
- Charles Mitchell : le journaliste spécialiste des faits divers (non-crédité)
- George Noisom : un groom (non-crédité)
- Tommy Noonan : un voyou (non-crédité)
- Kathleen O'Malley : une fille à l'enterrement de vie de garçon (non-créditée)
- Sammy Ogg : l'enfant difficile (non-crédité)
- Lee Phelps : un policier (non-crédité)
- Ann Roberts : une infirmière (non-créditée)
- Sandra Rogers : Mme Jenkins (non-créditée)
- Alvina Tomin : une fille à l'enterrement de vie de garçon (non-créditée)
- John Wald : Major (non-crédité)
- Bud Wolfe : un employé de l'hôpital (non-crédité)

## Réception critique
- Variety considérait le film comme « un peu de bouillon fouetté avec des valeurs de divertissement plusieurs échelons au-dessus de la moyenne » qui avait « des affaires soignées, astucieusement conçues... enfilées sur une histoire fabriquée à la machine [1] ».

## À noter
- Le tournage du film a commencé le 7 octobre 1946 et s'est terminée en novembre 1946 .
- Le titre du film était à l'origine His Briday Night puis  His Wedding Night et le film a été tourné sous le titre provisoire Amy Comes Across.
- L'histoire a été achetée en juillet 1946 et les interprètes initialement prévus et annoncés étaient Dennis O'Keefe et Anne Todd [2]. Finalement, Ann Richards a remplacé Anne Todd et Franchot Tone a remplacé Dennis O'Keefe.
- Bryan Foy a retiré Eagle Lion du système d'enregistrement de titre de la Motion Picture Association of America (MPAA) en raison d'un conflit sur le titre Lost Honeymoon.